# Kusakabe Kimbei
Pour les articles homonymes, voir Kusakabe.
Kusakabe Kimbei est un nom japonais traditionnel ; le nom de famille (ou le nom d'école), Kusakabe, précède donc le prénom (ou le nom d'artiste) Kinbei.
Kusakabe Kinbei (日下部 金兵衛, Kusakabe Kinbei) (né le 27 novembre 1841 à Kōfu dans la préfecture de Yamanashi et mort le 19 avril 1934 à Ashiya, dans la préfecture de Hyōgo) est un photographe japonais. Il était généralement appelé par son prénom, Kinbei, parce que sa clientèle, en majorité des étrangers, le trouvait plus facile à prononcer que son nom.
Kinbei Kusakabe fut coloriste et assistant aux côtés de Felice Beato et du baron Raimund von Stillfried avant d'ouvrir son propre atelier à Yokohama, en 1881, dans le quartier de Benten-dōri et, en 1889, il déménagea dans le quartier de Honmachi. Il ouvrit aussi un atelier annexe dans le quartier de Ginza, à Tokyo.
Vers 1885, il racheta les négatifs de Beato et de Stillfried, ainsi que ceux de Kuichi Uchida et certains d'Hikoma Ueno.
Il arrêta son activité de photographe en 1912-1913.

## Galerie de photos

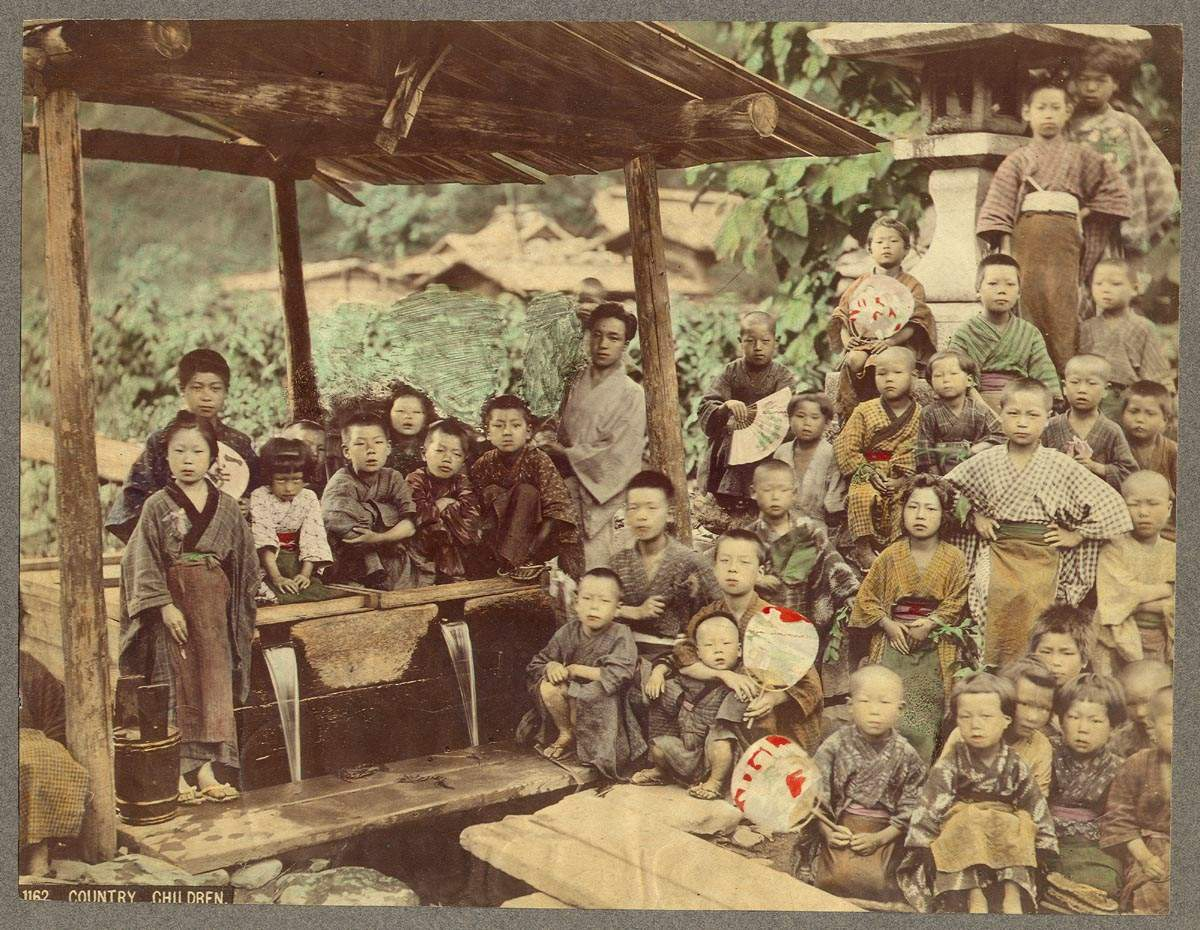
Enfants de la campagne.
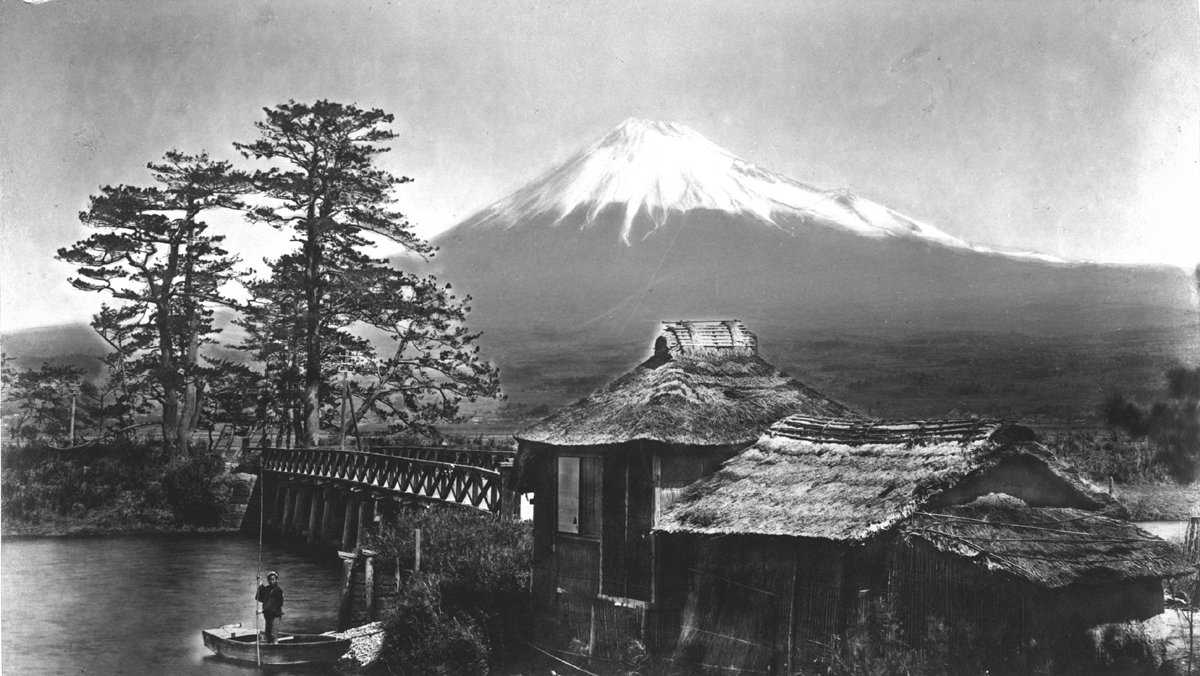
Le Fujiyama, photographié entre 1880 et 1899.
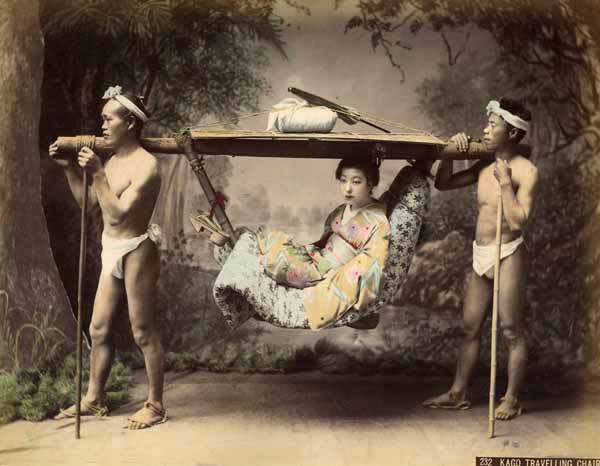
Femme dans un kago porté par deux hommes.
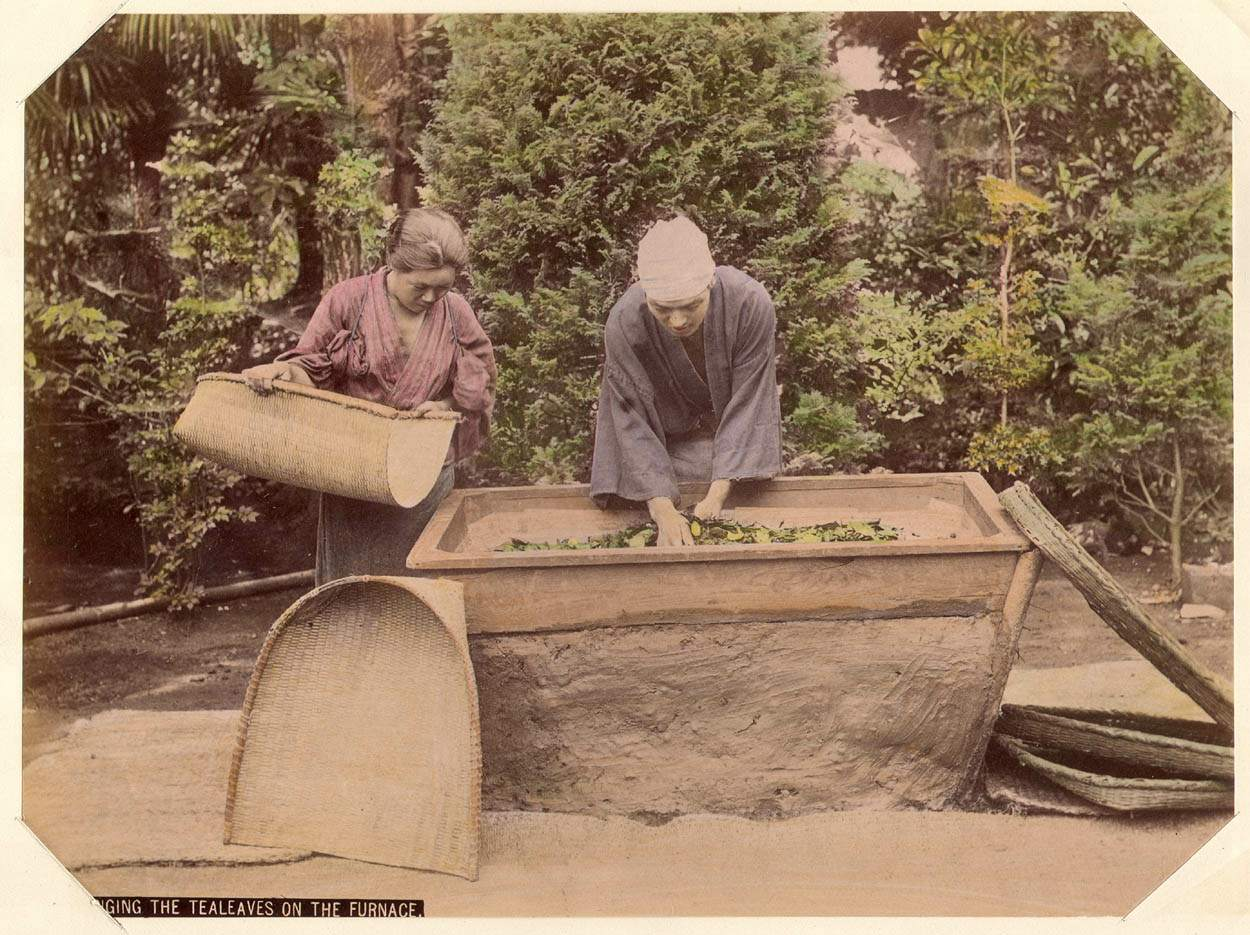
Flétrissage des feuilles de thé sur le fourneau.
Statue de Bouddha à Hakone.
Cloche de Daibutsu, Kyoto.